# Ніколає-Белческу (Арад)
Ніколає-Белческу (рум. Nicolae Bălcescu) — село у повіті Арад в Румунії. Входить до складу комуни Вередія-де-Муреш.
Село розташоване на відстані 360 км на північний захід від Бухареста, 61 км на схід від Арада, 141 км на південний захід від Клуж-Напоки, 73 км на північний схід від Тімішоари.

## Населення
За даними перепису населення 2002 року у селі проживали 284 особи, з них 281 особа (98,9%) румунів. Рідною мовою 281 особа (98,9%) назвала румунську.